# BSエアロビック
BSエアロビックは、1999年4月5日から2011年3月25日にかけてNHK BS2で放送されていたテレビ番組。

## 概要
視聴者の健康志向に応え、若い世代から主婦層、中高年層までの初心者向けにエアロビックの基本を毎週テーマに沿って指導した。

## 放送時間
| 年度                   | 初回放送               | 再放送            |
| ---------------------- | ---------------------- | ----------------- |
| 1999年4月 - 2000年3月  | 月 - 木曜日09:50-10:00 | 金曜日14:15-14:55 |
| 2000年4月 - 2002年3月  | 月 - 木曜日11:30-11:40 | 金曜日11:00-11:40 |
| 2002年4月 - 2003年3月  | 月 - 木曜日11:20-11:30 | 金曜日11:00-11:40 |
| 2003年4月 - 2003年9月  | 月 - 金曜日09:50-10:00 | -                 |
| 2003年10月 - 2008年3月 | 月 - 木曜日09:50-10:00 | -                 |

## 出演者
司会・指導
- 知念かおる（1999 - 2003年度）
- 浅山美樹（2004 - 2007年度）
- 吉田知子(2007年-2010年度）

インストラクター
- 田中信行、三枝純子、田中小夜子、本間友暁、奈蔵和香、杉田欣也、伊藤まどか、加藤安子

## 関連番組
- あなたとエアロビック
- ドゥ!エアロビック